# The Last Gunfighter Ballad
The Last Gunfighter Ballad je album Johnnyja Casha, objavljen 1977. u izdanju Columbia Recordsa. Najpoznatije pjesme s albuma su ona naslovna, "Far Side Banks of Jordan" i "That Silver Haired Daddy of Mine", a na posljednjoj se pojavljuje i Cashov brat Tommy Cash. Naslovna pjesma bila je jedini singl s albuma koji je zauzeo 38. poziciju na country ljestvici: govori o ostarjelom revolverašu koji se ne može nositi s modernim načinom života.

## Popis pjesama
1. "I Will Dance With You" (Cash) – 2:49
2. "The Last Gunfighter Ballad" (Guy Clark) – 2:48
3. "Far Side Banks of Jordan" (Terry Smith) – 2:42
4. "Ridin' on the Cotton Belt" (Cash) – 3:25
5. "Give It Away" (Tom T. Hall)
6. "You're So Close to Me" (Mac Davis) – 2:50
7. "City Jail" (Cash) – 3:56
8. "Cindy I Love You" (Cash) – 2:15
9. "Ballad of Barbara" (Cash) – 3:49
10. "That Silver Haired Daddy of Mine" (Gene Autry/Jimmy Long) – 2:54

## Ljestvice
Album - Billboard (Sjeverna Amerika)
| Godina | Ljestvica      | Pozicija |
| ------ | -------------- | -------- |
| 1977.  | Country albumi | 29       |

Singlovi - Billboard (Sjeverna Amerika)
| Godina | Singl                        | Ljestvica        | Pozicija |
| ------ | ---------------------------- | ---------------- | -------- |
| 1977.  | "The Last Gunfighter Ballad" | Country singlovi | 38       |

## Vanjske poveznice
- Podaci o albumu i tekstovi pjesama